# Acromantis lilii
Acromantis lilii är en bönsyrseart som beskrevs av Werner 1922. Acromantis lilii ingår i släktet Acromantis och familjen Hymenopodidae. Inga underarter finns listade i Catalogue of Life.